# Leptarctia lena
Leptarctia lena là một loài bướm đêm thuộc phân họ Arctiinae, họ Erebidae.